# Knorr Alajos
Knorr Alajos (Nagyvárad, 1828. január 17. – Budapest, 1911. november 29.) bíró, jogi író.

## Életpályája
Szülei: Knorr Mihály és Leicht Anna voltak. Gimnáziumi tanulmányait Nagyváradon járta ki. 1844–1846 között a nagyváradi akadémián tanult jogot. Az 1848–49-es forradalom és szabadságharc résztvevője volt, majd bírói pályára állt. 1850-ben a bihar megyei törvényszéknél dolgozott; írnok és kiadó volt. 1856-ban a nagyváradi országos törvényszék segédbirója, 1860-ban titkára lett. 1861-ben a visszaállított királyi ítélőtáblához hívták. 1869-ben a királyi kúria legfőbb ítélőszékénél volt tanácsjegyző. 1870-ben a budapesti királyi ítélőtábla pótbirója volt. 1871–1891 között a budapesti, majd ismét a nagyváradi ítélőtábla bírója volt. 1893-ban nyugdíjba vonult.
Gyakorlati tárgyú munkákat, tankönyveket (büntetőjog, polgári törvénykezési rendtartás, bírói ügyvitel) írt.

## Művei
- A polgári törvénykezési rendtartás kérdések és feleletekben (Pest, 1869)
- Bírói ügyvitel és átmeneti intézkedések kérdések és feleletekben (Pest, 1869)
- A magyar bűntető eljárás kérdések és feleletekben (Pest, 1870)
- A magyar büntetőjog és eljárás (Pest, 1871)
- Önügyvéd, vagyis gyakorlati útmutatás mindennemű jogügyletek elintézésére és a közéletben előforduló okiratok és beadványok szerkesztésére, a legújabb törvények alapján, irománypéldákkal felvilágosítva (Pest, 1872)
- A magyar magánjog, különös tekintettel a gyakorlati élet igényeire (Pest, 1873, 2. kiadás: Budapest, 1878)
- A magyar váltótörvény és eljárás az ezekkel kapcsolatos törvényekkel és rendeletekkel (Budapest, 1877)
- Polgári keresetek kézikönyve. Gyakorlati útmutatás, hogy milyen keresetet ki, ki ellen, mely biróság előtt indíthat, mit kell a keresetben bizonyítani, mily kifogással élhet alperes a kereset ellen. Birák, ügyvédek, ügyvédjelöltek és perlekedők számára (Budapest, 1877)
- A magyar büntető törvény kérdések és feleletekben (Budapest, 1878)
- A gyámsági és gondnoksági ügyek kézikönyve. Tekintettel az elmélet és gyakorlat igényeire. 85 iromány példával (Budapest, 1878)
- A csődtörvény magyarázata (Budapest, 1881)
- A magyar törvénytár betűrendes tárgymutatója (I–III. Budapest, 1882)
- Magyar általános levelező és házi titkár. Gyakorlati útmutatás a közéletben előforduló mindennemű családi és más levelek, kereskedelmi és üzleti fogalmazványok helyes szerkesztésére számos példával felvilágosítva (Budapest, 1884)
- A szerzői jog magyarázata (Budapest, 1890)
- A sommás eljárás és fizetési meghagyás magyarázata (Budapest, 1895)
- A polgári házasság kötésére, anyakönyvvezetésére és a gyermekek vallására vonatkozó törvényes szabályok (Budapest, 1896)
- A házassági perek és eljárás a házassági perekben (Budapest, 1896)